# Ekvaxskivling
Ekvaxskivling (Hygrophorus cossus) är en svampart som först beskrevs av James Sowerby, och fick sitt nu gällande namn av Elias Fries 1838. Ekvaxskivling ingår i släktet Hygrophorus och familjen Hygrophoraceae.  Arten är reproducerande i Sverige. Inga underarter finns listade i Catalogue of Life.

## Källor

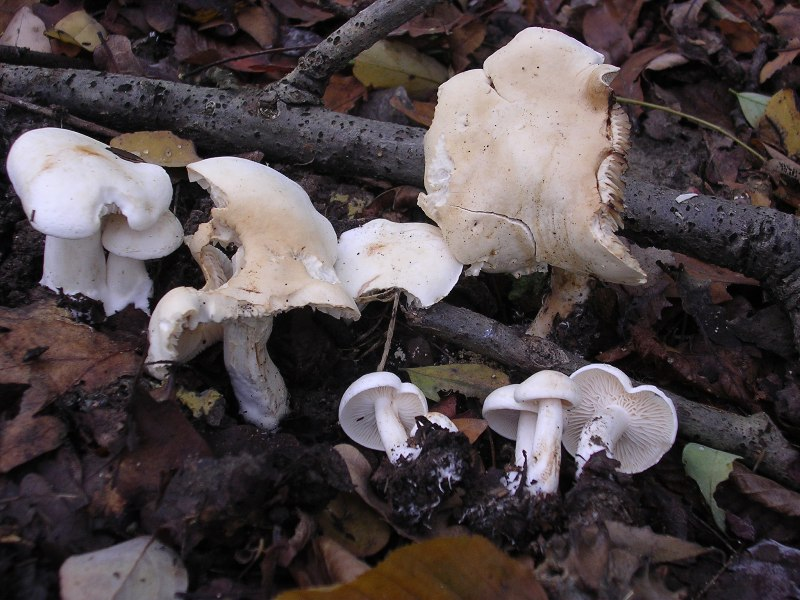
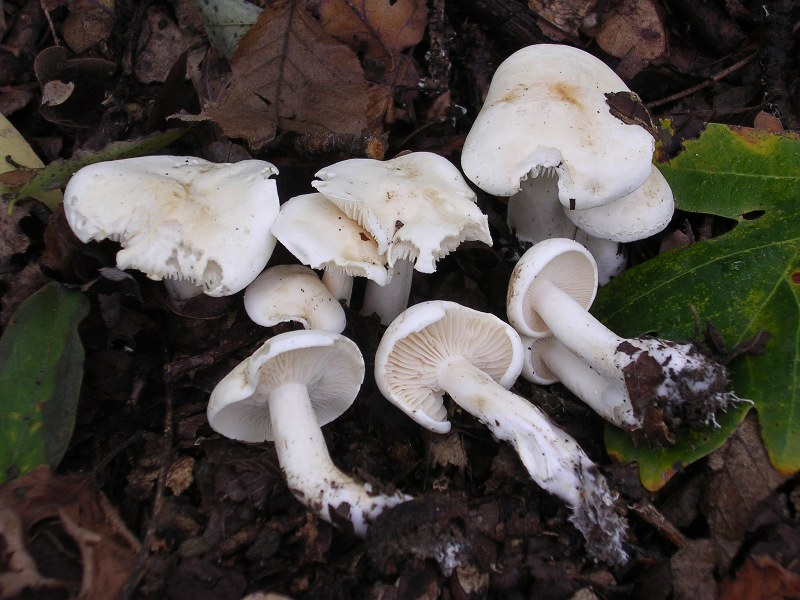